# SDHD

SDHD, que advém de subunidade D do complexo de succinato desidrogenase, é uma das duas subunidades do complexo proteico de succinato desidrogenase de 4 subunidades que reside na membrana intena da mitocôndria. Também se refere ao gene que codifica a proteína. A outra subunidade transmembranar e SDHC. SDHD/SDHC estão ligadas à subunidade de transferência de electrões SDHB. A SDHB, po sua vez, transfere electrões da subunidade SDHA para o dímero SDHC/SDHD.
A succinato desidrogenase é uma importante enzima quer no ciclo do ácido cítrico quer na cadeia respiratória.
O gene SDHD está localizado no cromossoma 11, no locus 11q23. Nomes anteriormente utilizados para SDHD foram PGL e PGL1.